# Ayoreo
Ayoreo, pleme američkih Indijanaca porodice Zamucoan naseljeno danas u paragvajskim departmanima Alto Paraguay i Boquerón i jugoistočnoj Boliviji. Ayoreo Indijanci potomci su starih plemena Zamucoan, poglavito od Morotoco, Guarañoca, Poturero, Tsiracua i drugih. Njihova kultura pripada području Chaca. Danas su podijeljeni na nekoliko lokalnih skupina, među kojima najizoliranije žive Totobiegosode. -Ayoreo populacija iznosi oko 1,000 do 1,500 u Boliviji i 3,000 u Paragvaju. 

## Ime
Sami sebe Ayoreo nazivaju Ayoreóde (u singularu ayoréi =osoba), koji u ženskom obliku glasi Ayoré. 

## Sela
Sela bolivijskih Ayoreo Indijanaca nalaze se u departmanu Santa Cruz, to su: Zapocó, Poza Verde, Puesto Paz, Guidai Ichai, Santa Teresita, Tobita, Urucú, Motacú, Rincón del Tigre, Belen. U paragvaju su to Arocojnadi, Chaidi i Campo Loro.

## Lokalne skupine (klanovi)
Ima ih 7: Dosapeode, Jnuruminone, Picanerene, Chiquenone, Etacorone, Cutamurajnane i Posorajnane
Godine 2004. 1. puta kontaktirana je skupina Totobiegosode iz Paragvaja.

## Etnografija
Porijeklo Ayorea je od Sjevernih Zamuca u području sjevernog Chaca između 16° i 22° S širine i 58° i 63° W dužine, u Boliviji i Paragvaju. Plemena koja su učestvovala u njihovom stvaranju u proplosti su bili poznati pod imenima Moro ili Morotoco, Samococio, Coroino, Poturero, Guarañoca, Yaniagua, Tsiracua ili Tsirákua, Takrat, i Zamuco.
Sezonski ciklus ovog kraja karakteriziraju dva perioda, sušni od svibnja do studenog i kišni u ostalom dijelu godine. s mitsko-religioznog gledišta ova dva perioda nazivani su  'eápi-puyái' , "šumski" ili "zabranjeni svijet" i  'eápi-uomí' , "slobodni svijet." Prijelazni period iz sušnog (eápi-puyái) u kišni (eápi-uomí) označen je festivalom posvečenim ptici asohsná (porodica Caprimulgidae). Agrikulturne aktivnosti Ayoreo dijele na sjetvu (putaningái) i žetvu (sekeré). Putaningái započinje od rujna i završava u prosincu. Sekeré započinje završetkom perioda sjetve a traje do travnja. Tijekom mjeseci perioda eápi-puyái koji su meteorološki sušni, pa ih Indijanci nazivaju i uhuia-todié (='kažnjavanje kiše') oni žive kao nomadi uglavnom od pabirčenja, lova i očuvanih agrikulturnih rezervi. Nakon svečanosti ptice asohsná ulaze u period putaningái, kada su njihova naselje semipermanentna (gidái), i u kojima će živjeti sve do travnja. I kad započnu radovi na pojima, Indijanci će nastaviti i dalje s lovom i sakupljanjem. Tek će krajem perioda putaningái pokupiti prvo voće s polja. U travnju Indijanci napuštaju svoja semipermanentna sela i godišnji ekonomski ciklus iznova započinju u periodu eápi-puyái.
Privreda
Sakupljanje igra važnu ulogu ayoreo-ekonomiji. Oko jedne trećine divljeg bilja je jestivo, tu su razno korijenje, voće, sjemenje i drugo. Od sisavaca jedu jedino mravojede, placentalnog sisavca armadilla (u portugalskom poznati kao tatu) i bjelousne pekarije (Tayassu pecari). na jelovniku Ayorea nalazi se i četiri vrste kornjača. ostale životinje love zbog različitih sirovina, tu spadaju tapir, zbog koža za izradu sandala, jaguar, ocelot, majmun urlikavac, još neki sisavci.
U poljodjelskim poslovima Ayoreo se služe štapovima za kopanje (ogé) i drvenim lopatama kosnangé). Ogé se koristi i kod sakupljanja divlje hrane. Ayoreo uzgajaju grah, kukuruz, krumpir, duhan i razne vrste tikava. Ribolovom se bave tek dok su naseljeni u svojim naseljima. Postoji oko deset vrsta riba koje su značajne za njihovu ishranu, uključujući i dvije vrste jegulja. Riba se lovi golim rukama ili košarama-čménno.
Materijalna kultura
Oružje Ayorea sastoji se od toljaga, tri vrste kopalja, i luka s tri tipa strijela. njihova materijalna kultura poznaje proizvodnju keramike (krćazi s uskim otvorom na vrhu, široke u svom središnjem dijelu), posude od kalabasa (tikava), sjekira s oštricama od željeza, ribeže od zubiju glodavaca, koštane i drvene igle, oštrače od kvarcsita, drvene mužare, torbe od vlakana biljke caraguatá (iz porodice Bromeliaceae), pubične navlake, lule, etc.
Odjeća i obuća
Muška odjeća sastoji se od spomenute navlake, dok se ženska sastoji od pletenih suknjica. I muškarci i žene na nogama imaju sandale od tapirove kože.
Socijalna organizacija
Socijalna organizacija Ayorea je strukturirana u sedam egzogamnih patrilinearnih klanova (kučiérane; sing., kučierái), koji jedni drugima stoje u hijerarhijskim odnosima. Svaki klan ima poseban znak izrađen od različitih materijala s karakterističnim bojama. Temeljna funkcija kučierái je reguliranje egzogamije, one su u posebnim odnosima koji se ogledaju i u recipročnim obvezama jednih prema drugima koje se manifestiraju u funeralijama ili u ceremonijama ptice asohsná. Svaki klan stoji prema drugom u suprotnosti (yakotéi), što shematizirano izgleda: Chiquenone (cikenói)/posonhái; etakóri/dosapéi; pikanerái/kutamuahái; nuruminí. Status klana nuruminí nije jasno definiran. Prema nekima oni nisu yakotéi, dok su po drugima u suprotstavljenim odnosima s dosapéi. Po svoj prilici nuruminí čini najniži klan u hijerarhijskom rangu. 
Politička organizacija
Najviši socijalni status u Ayoreo-društvu imaju poglavica ili asuté, šaman-daihsnái (mudrac, ili onaj koji poznaje mitove i pjesme za liječenje), i sanjar ili uritái. Asuté je najvažnija osoba. On je vođa mladića u ratne pohode, a njegov ugled je tim veći, što je ubio više zarobljenih neprijatelja. Jedan gidái može imati i više od jednog asuté, ali nisu svi jednako značajni. Najviši je među njima onaj koji ima i status šamana i status poglavice. 
Gagé (naziv za lokalnu grupu među Ayoreima), često dobivaju ime po najvažnijim asutama, no one ponekad dobivaju i ime po toponimima. -Žena u društvu ima prilično dobar status, ali ne i kakav je imala kod njima veoma udaljenih Irokeza.

## Vanjske poveznice
- Marcelo Bórmida, Una hermenéutica de la cultura material de los Ayoreo del Chaco Boreal  Arhivirana inačica izvorne stranice od 5. ožujka 2016. (Wayback Machine)